# Screen Actors Guild Awards 2017
Screen Actors Guild Awards 2017 är den 23:e upplagan av Screen Actors Guild Awards som belönade skådespelarinsatser i filmer och TV-produktioner från 2016. Galan hölls den 29 januari 2017.

## Vinnare och nominerade
Nomineringarna utlystes den 14 december 2016. Vinnarna listas i fetstil.

### Film
| Bästa manliga huvudroll | Bästa kvinnliga huvudroll |
| --- | --- |
| - Denzel Washington – Fences som Troy Maxson - Casey Affleck – Manchester by the Sea som Lee Chandler - Andrew Garfield – Hacksaw Ridge som Desmond T. Doss - Ryan Gosling – La La Land som Sebastian Wilder - Viggo Mortensen – Captain Fantastic som Ben Cash | - Emma Stone – La La Land som Mia Dolan - Amy Adams – Arrival som Dr. Louise Banks - Emily Blunt – Kvinnan på tåget som Rachel Watson - Natalie Portman – Jackie som Jackie Kennedy - Meryl Streep – Florence Foster Jenkins som Florence Foster Jenkins |
| Bästa manliga biroll | Bästa kvinnliga biroll |
| - Mahershala Ali – Moonlight som Juan - Jeff Bridges – Hell or High Water som Marcus Hamilton - Hugh Grant – Florence Foster Jenkins som St. Clair Bayfield - Lucas Hedges – Manchester by the Sea som Patrick Chandler - Dev Patel – Lion som Saroo Brierley | - Viola Davis – Fences som Rose Maxson - Naomie Harris – Moonlight som Paula - Nicole Kidman – Lion som Sue Brierley - Octavia Spencer – Dolda tillgångar som Dorothy Vaughan - Michelle Williams – Manchester by the Sea som Randi Chandler             |
| Bästa rollbesättning i en film | |
| - Dolda tillgångar – Mahershala Ali, Kevin Costner, Kirsten Dunst, Taraji P. Henson, Aldis Hodge, Janelle Monáe, Jim Parsons, Glen Powell och Octavia Spencer - Captain Fantastic – Annalise Basso, Shree Crooks, Ann Dowd, Kathryn Hahn, Nicholas Hamilton, Samantha Isler, Frank Langella, George MacKay, Erin Moriarty, Viggo Mortensen, Missi Pyle, Charlie Shotwell och Steve Zahn - Fences – Jovan Adepo, Viola Davis, Stephen Henderson, Russell Hornsby, Saniyya Sidney, Denzel Washington och Mykelti Williamson - Manchester by the Sea – Casey Affleck, Matthew Broderick, Kyle Chandler, Lucas Hedges, Gretchen Mol och Michelle Williams - Moonlight – Mahershala Ali, Naomie Harris, André Holland, Jharrel Jerome, Janelle Monáe, Trevante Rhodes och Ashton Sanders | |
| Bästa stuntensemble i en film | |
| - Hacksaw Ridge - Captain America: Civil War - Doctor Strange - Jason Bourne - Nocturnal Animals | |

### TV
| Bästa manliga skådespelare i en TV-film eller miniserie | Bästa kvinnliga skådespelare i en TV-film eller miniserie |
| --- | --- |
| - Bryan Cranston – All the Way som President Lyndon B. Johnson - Riz Ahmed – The Night Of som Nasir "Naz" Khan - Sterling K. Brown – Fallet O.J. Simpson: American Crime Story som Christopher Darden - John Turturro – The Night Of som John Stone - Courtney B. Vance – Fallet O.J. Simpson: American Crime Story som Johnnie Cochran | - Sarah Paulson – Fallet O.J. Simpson: American Crime Story som Marcia Clark - Bryce Dallas Howard – Black Mirror som Lacie - Felicity Huffman – American Crime som Leslie Graham - Audra McDonald – Lady Day at Emerson's Bar and Grill som Billie Holiday - Kerry Washington – Confirmation som Anita Hill |
| Bästa manliga skådespelare i en dramaserie | Bästa kvinnliga skådespelare i en dramaserie |
| - John Lithgow – The Crown som Winston Churchill - Sterling K. Brown – This Is Us som Randall Pearson - Peter Dinklage – Game of Thrones som Tyrion Lannister - Rami Malek – Mr. Robot som Elliot Alderson - Kevin Spacey – House of Cards som Francis Underwood | - Claire Foy – The Crown som Queen Elizabeth II - Millie Bobby Brown – Stranger Things som Eleven - Thandie Newton – Westworld som Maeve Millay - Winona Ryder – Stranger Things som Joyce Byers - Robin Wright – House of Cards som Claire Underwood                                                        |
| Bästa manliga skådespelare i en komediserie | Bästa kvinnliga skådespelare i en komediserie |
| - William H. Macy – Shameless som Frank Gallagher - Anthony Anderson – Black-ish som Andre "Dre" Johnson Sr. - Tituss Burgess – Unbreakable Kimmy Schmidt som Titus Andromedon - Ty Burrell – Modern Family som Phil Dunphy - Jeffrey Tambor – Transparent som Maura Pfefferman | - Julia Louis-Dreyfus – Veep som Selina Meyer - Uzo Aduba – Orange Is the New Black som Suzanne “Crazy Eyes” Warren - Jane Fonda – Grace and Frankie som Grace Hanson - Ellie Kemper – Unbreakable Kimmy Schmidt som Kimmy Schmidt - Lily Tomlin – Grace and Frankie som Frances "Frankie" Bergstein         |
| Bästa rollbesättning i en dramaserie | |
| - Stranger Things – Millie Bobby Brown, Cara Buono, Joe Chrest, Natalia Dyer, David Harbour, Charlie Heaton, Joe Keery, Gaten Matarazzo, Caleb McLaughlin, Matthew Modine, Rob Morgan, John Paul Reynolds, Winona Ryder, Noah Schnapp, Mark Steger och Finn Wolfhard - The Crown – Claire Foy, Clive Francis, Harry Hadden-Paton, Victoria Hamilton, Daniel Ings, Billy Jenkins, Vanessa Kirby, John Lithgow, Lizzy McInnerny, Ben Miles, Jeremy Northam, Nicholas Rowe, Matt Smith, Pip Torrens och Harriet Walter - Downton Abbey – Samantha Bond, Hugh Bonneville, Patrick Brennan, Laura Carmichael, Jim Carter, Raquel Cassidy, Paul Copley, Brendan Coyle, Michelle Dockery, Kevin Doyle, Michael C. Fox, Joanne Froggatt, Matthew Goode, Harry Hadden-Paton, Rob James-Collier, Sue Johnston, Allen Leech, Phyllis Logan, Elizabeth McGovern, Sophie McShera, Lesley Nicol, Douglas Reith, David Robb, Maggie Smith, Jeremy Swift, Howard Ward och Penelope Wilton - Game of Thrones – Alfie Allen, Jacob Anderson, Dean-Charles Chapman, Emilia Clarke, Nikolaj Coster-Waldau, Liam Cunningham, Peter Dinklage, Nathalie Emmanuel, Kit Harington, Lena Headey, Conleth Hill, Kristofer Hivju, Michiel Huisman, Faye Marsay, Jonathan Pryce, Sophie Turner, Carice van Houten, Gemma Whelan och Maisie Williams - Westworld – Ben Barnes, Ingrid Bolsø Berdal, Ed Harris, Luke Hemsworth, Anthony Hopkins, Sidse Babett Knudsen, James Marsden, Leonardo Nam, Thandie Newton, Talulah Riley, Rodrigo Santoro, Angela Sarafyan, Jimmi Simpson, Ptolemi Slocum, Evan Rachel Wood, Shannon Woodward och Jeffrey Wright | |
| Bästa rollbesättning i en komediserie | |
| - Orange Is the New Black – Uzo Aduba, Alan Aisenberg, Danielle Brooks, Blair Brown, Jackie Cruz, Lea DeLaria, Beth Dover, Kimiko Glenn, Annie Golden, Laura Gómez, Diane Guerrero, Michael J. Harney, Brad William Henke, Vicky Jeudy, Julie Lake, Selenis Leyva, Natasha Lyonne, Taryn Manning, James McMenamin, Adrienne C. Moore, Kate Mulgrew, Emma Myles, Matt Peters, Lori Petty, Jessica Pimentel, Dascha Polanco, Laura Prepon, Jolene Purdy, Elizabeth Rodriguez, Nick Sandow, Abigail Savage, Taylor Schilling, Constance Shulman, Dale Soules, Yael Stone, Lin Tucci och Samira Wiley - The Big Bang Theory – Mayim Bialik, Kaley Cuoco, Johnny Galecki, Simon Helberg, Kunal Nayyar, Jim Parsons, och Melissa Rauch - Black-ish – Anthony Anderson, Miles Brown, Deon Cole, Laurence Fishburne, Jenifer Lewis, Peter Mackenzie, Marsai Martin, Jeff Meacham, Tracee Ellis Ross, Marcus Scribner och Yara Shahidi - Modern Family – Aubrey Anderson-Emmons, Julie Bowen, Ty Burrell, Jesse Tyler Ferguson, Nolan Gould, Sarah Hyland, Jeremy Maguire, Ed O'Neill, Rico Rodriguez, Eric Stonestreet, Sofía Vergara och Ariel Winter - Veep – Dan Bakkedahl, Sufe Bradshaw, Anna Chlumsky, Gary Cole, Kevin Dunn, Clea Duvall, Nelson Franklin, Tony Hale, Hugh Laurie, Julia Louis-Dreyfus, Sam Richardson, Reid Scott, Timothy Simons, John Slattery, Sarah Sutherland, Matt Walsh och Wayne Wilderson | |
| Bästa stuntensemble i en TV-serie | |
| - Game of Thrones - Daredevil - Luke Cage - The Walking Dead - Westworld | |

### Screen Actors Guild Life Achievement Award
- Lily Tomlin